# غلوريا أريرا
غلوريا أريرا هي عالمة برازيلية سنسكريتية ومعلمة فيدانتا. حصلت على بادما شري، رابع أعلى جائزة مدنية في الهند في عام 2020. أسست مركز فيديا ماندير للدراسات فيدانتا والسنسكريتية في كوباكابانا في ريو دي جانيرو البرازيل، الذي يعلم أدفايتا فيدانتا والسنسكريتية باللغة البرتغالية.